# Каминер, Владимир Викторович
Влади́мир Ви́кторович Ками́нер (нем. Wladimir Kaminer; род. 1967) — немецкий писатель.

## Биография
Владимир Каминер родился 19 июля 1967 года в Москве. Окончил Московское театральное художественно-техническое училище (МТХТУ), с 1990 г. проживает в Берлине. Был колумнистом газеты «Русская Германия».
Каминер пишет свои произведения на немецком, а не на родном русском языке. Одна из основных тем его книг — феномен «мульти-культи». Кроме того, писатель эксплуатирует тему «советского прошлого».
В 2012 году вышла экранизация сборника коротких рассказов Каминера «Russendisko», посвящённого жизни выходцев из бывших республик Советского Союза в Германии.
С 1986 по 1988 год он проходил военную службу в ракетной части близ Москвы и был свидетелем невообразимого полёта западногерманского частного пилота Матиаса Руста, приземлившегося на Красной площади. Обучался в качестве звукорежиссёра для театра и радио, а также изучал драматургию в Московском театральном институте. Во время учёбы он зарабатывал на жизнь на вечеринках и подпольных концертах на московской рок-сцене.

## Эмиграция в Германию
В июне 1990-го Владимир получает убежище в ГДР. 3-го октября 1990 года он получает гражданство ГДР, а затем, после объединения Германии, автоматически получает гражданство ФРГ.
В течение многих лет Каминер был членом организации «Reformbühne Heim & Welt» и каждую неделю читал свои рассказы в кафе «Бургер». Владимир регулярно пишет тексты для немецких газет и ведёт еженедельную программу на одном из немецких радио. Каминер проживает в Берлине в районе Prenzlauer Berg с детьми и русской женой Ольгой Каминер, с которой познакомился в Берлине в 1995 м году.

## Произведения
- Russendisko. (2000) ISBN 3-442-54519-6 ISBN 3-442-54175-1
- Schönhauser Allee. (2001) ISBN 3-442-54559-5 ISBN 3-442-54168-9
- Militärmusik. (2001) ISBN 3-442-54532-3 ISBN 3-442-45570-7
- Die Reise nach Trulala. (2002) ISBN 3-442-54542-0 Taschenbuch: ISBN 3-442-45721-1
- Helden des Alltags. (2002) ISBN 3-442-54183-2
- Mein deutsches Dschungelbuch. (2003) ISBN 3-442-54554-4 ISBN 3-442-45945-1
- Ich mache mir Sorgen, Mama[нем.]. (2004) ISBN 3-442-54560-9 ISBN 3-442-46182-0
- Karaoke. (2005) ISBN 3-442-54575-7
- Küche totalitär. Das Kochbuch des Sozialismus. (2006) ISBN 3-442-54610-9
- Ich bin kein Berliner. Ein Reiseführer für faule Touristen. (2007) ISBN 3-442-54240-5
- Mein Leben im Schrebergarten (2007) ISBN 978-3-442-54618-3
- Salve Papa! (2008) ISBN 978-3-442-54617-6
- Es gab keinen Sex im Sozialismus: Legenden und Missverständnisse des vorigen Jahrhunderts (2009) ISBN 978-3-442-54265-9
- Liebesgrüße aus Deutschland (2011) ISBN 978-3-442-47365-6